# القابل (القريشية)

تعديل مصدري - تعديل

القابل هي إحدى قرى عزلة قيفه ال محن الجوف بمديرية القريشية التابعة لمحافظة البيضاء، بلغ تعداد سكانها 164 نسمة حسب تعداد اليمن لعام 2004.